# Ray Whitney
Ray Whitney, född 8 maj 1972 i Fort Saskatchewan, Alberta, är en kanadensisk före detta professionell ishockeyspelare som sist spelade för Dallas Stars i NHL.
Whitney valdes som 23:e spelare totalt i NHL-draften 1991 av San Jose Sharks. Han blev uttagen till sammanlagt två All Star-matcher och han vann Stanley Cup säsongen 2005–06 med Carolina Hurricanes. Whitney utvecklades först på senare år till en fruktad poänggörare i NHL. Hans bästa säsong poängmässigt var 2006–07 då han gjorde 32 mål och 51 assist för totalt 83 poäng på 81 spelade matcher för Carolina Hurricanes. 
Den 21 januari meddelade Whitney officiellt att han avslutar sin karriär som spelare.

## NHL-klubbar
- San Jose Sharks 1991–1997
- Edmonton Oilers 1997–98
- Florida Panthers 1998–2001
- Columbus Blue Jackets 2001–2003
- Detroit Red Wings 2003–04
- Carolina Hurricanes 2005–2010
- Phoenix Coyotes 2010–2012
- Dallas Stars 2012–2014